# Kostel Nanebevzetí Panny Marie (Bučač)
Kostel Nanebevzetí Panny Marie je barokní římskokatolický farní kostel v ukrajinském městě Bučač v Ternopilské oblasti. Výzdoba pochází od dílny Jana Jiřího Pinsla.

## Historie
První kostel ve městě (později farní) byl postaven v roce 1373 nebo 1379, když tehdejší majitel Bučače Michał Awdaniec z Bučače založil římskokatolickou farnost. Tento první kamenný kostel byl několikrát přestavován.
V 60. letech 18. století byl původní kostel rozebrán a zcela přestavěn. Rozebírán začal být na podzim roku 1760 na rozkaz kanivského starosty Mikołaja Bazyliho Potockého, majitele Bučače, po povolení lvovského latinského arcibiskupa Wáclawa Hieronima Sierakowského. Ten kostel vysvětil 14. srpna 1763.
Tento křížový kostel byl pravděpodobně postaven v letech 1761-1763 architektem Martinem Urbanikem.
V kostele byli pohřbíváni majitelé Bučače.